# Youenn Olier
Pour les articles homonymes, voir Olier.
 (février 2015).
Si vous disposez d'ouvrages ou d'articles de référence ou si vous connaissez des sites web de qualité traitant du thème abordé ici, merci de compléter l'article en donnant les références utiles à sa vérifiabilité et en les liant à la section « Notes et références ».
Youenn Olier (en français : Yves Ollivier) est un écrivain et un nationaliste breton de confession catholique né le 17 février 1923 à Audierne et mort le 15 décembre 2004 à Vannes.

## Biographie
Né en 1923 à Audierne dans une famille bretonnante, Youenn Olier est un auteur exclusivement bretonnant. Figure de premier plan dans l'histoire de l'Emsav, il était même reconnu par ses détracteurs, notamment Goulven Pennaod qui écrivait dans Al Liamm qu'il était le seul écrivain bretonnant à avoir une « pensée complète »[réf. souhaitée]. 
En 1945, avec son frère Jean Ollivier, ils publient un périodique nationaliste d'inspiration catholique en français : An Avel.
Très prolifique, il a écrit des dizaines de volumes dans des genres très différents, qu'il s'agisse de poésies, de romans ou d'ouvrages historiques. Comme Saunders Lewis au Pays de Galles, il a travaillé et écrit essentiellement pour faire avancer la cause bretonne et construire une réflexion indépendante. 
Son Deizlevr (« journal de bord »), rédigé en breton depuis 1940, à raison d'un volume par an, raconte l'histoire quotidienne du Mouvement breton au jour le jour. Composée d'au moins 50 volumes, 25 sont parus (jusqu'en 1966) à ce jour. Il a également publié plusieurs transcription en breton moderne de textes en breton vannetais.
Très présent dans les revues bretonnantes telles qu'Al Liamm, Barr-Heol ou Imbourc'h, c'est lui le premier responsable de la revue Emsav, puis Gevred, enfin Imbourc'h en 1969 au moment où, avec Pol Kalvez et son neveu Tangi Louarn, il fondera Skol An Emsav dont Imbourc'h sera la publication officieuse. Cette structure, quatre ans avant la création de Diwan, a formé nombre des cadres nécessaires à son éclosion. 
Youenn Olier, par fidélité à la Bretagne, ne publie pas en français et aura, jusqu'à son hospitalisation en novembre 2004, eu des difficultés financières[réf. souhaitée].
Père de neuf enfants, tous élevés en breton, il est le beau-frère d'Alan Al Louarn (marié à sa sœur Nouela) et donc l'oncle de Lena Louarn, Malo Louarn et Tangi Louarn. Avec Alan Al Louarn et Kerlann, il crée aussi Emglev An Tiegezhioù - l'Entente des Familles en 1949, dans la lignée de Skol Blistin et Skol Sant Erwan d'Armans Ar C'halvez, et l'association Saded en 1962, préparant ainsi les écoles Diwan).
Youenn Olier est mort le 15 décembre 2004 à l'hôpital de Vannes.

## Publications

### Essais
- Ar fest-noz, Al Liamm, 1960.
- Istor Hol Lennegezh, histoire critique de la littérature en langue bretonne, 2 volumes, Imbourc'h.
- Deizlevr (journal de bord), 25 volumes parus, 1940-1966.

### Fiction
- Kelc'h An Amzer, poésie, Imbourc'h,
- Enez Ar Vertuz, roman de science fiction, Imbourc'h.
- Poanioù-Spered an Tad Gwazdoue, roman, Imbourc'h.
- Porzh An Ifern (La cour de l'Enfer), roman, Imbourc'h.
- An Diskoulm Diwezhel (La Solution Finale), drame, Imbourc'h.